# Richard Vogt
Richard Vogt, född 26 januari 1913 i Hamburg, död 13 juli 1988 i Hamburg, var en tysk boxare.
Vogt blev olympisk silvermedaljör i lätt tungvikt i boxning vid sommarspelen 1936 i Berlin.